# Райли, Роберт
Роберт Ренфро «Боб» Райли (англ. Robert Renfroe "Bob" Riley, род. 3 октября 1944) — американский политик, 52-й губернатор Алабамы.
Происходил из фермерской семьи. Окончил Алабамский университет, получив специальность MBA. В 1996 году был избран в Палату представителей.
В 2002 году Райли с трудом опередил на губернаторских выборах кандидата от демократов, действующего губернатора Д. Сигельмана. Через четыре года Райли уже с большим преимуществом одолел Л. Баксли, оставшись на второй срок.
Одним из первых деяний Райли на посту губернатора стала попытка проведения налоговой реформы. Она провалилась, но сделала его всеамериканской знаменитостью. Второй его срок был омрачён неблагоприятными погодными условиями и разливом нефти в Мексиканском заливе.